# Huércal-Overa
Huércal-Overa is een gemeente in het noordoosten van de Spaanse provincie Almería in de regio Andalusië met een oppervlakte van 318 km² en een densiteit van 58,76 inw/km. In 2012 telde Huércal-Overa 18.686 inwoners, het grootste inwoneraantal van de noordelijke helft van de provincie. De geografische coördinaten zijn 37°23'N, 1°56'O. De gemeente bevindt zich op 280m hoogte en op 102 kilometer van de hoofdstad van de provincie, Almería. De postcode is 04600.

## Demografische ontwikkeling
Bron: INE; 1857-2011: volkstellingen
Opm.: In 1857 werd Santa María de Nieva een zelfstandige gemeente; in 1860 werd Santa María de Nieva terug aangehecht

## Geografie
Huércal-Overa is gesitueerd in het bekken van de rivier de Almanzora, dicht bij de grens met Murcia en is hoofdstad van de comarca del Levante Almeriense, oftewel het (noord)oosten van de provincie Almeria. Ten noorden en noordwesten ervan ligt Vélez-Rubio, ten noordoosten Lorca en Puerto Lumbreras in de regio Murcia, ten oosten Pulpi, ten zuidoosten Cuevas de Almanzora, ten zuiden Antas, ten zuidwesten Zurgena en ten westen Taberno.
Districten:
Santa María de Nieve, Almajalejo, La concepción, San Francisco, Santa Bárbara, Los Menas, El saltador, Las Norias, Góñar, Úrcal, Las Labores, El Puertecico, La Hoya, Fuente Amarga, Gibiley, Los Navarros, La Parata, La Perulera, Pedro García, El Pilar, Los Carmonas, Las Piedras, La Loma, Rambla Grande, Las Minas, La Fuensanta, Los Pedregales.

## Geschiedenis

### Prehistorie
Het gehele oosten van Almeria was het centrum van intense prehistorische activiteit, waarbij de nadruk werd gelegd op de El Argarcultuur. Later trokken de Feniciërs, Grieken, Carthagers en Romeinen door deze zone tijdens hun tocht door het westelijke Middellandse Zeegebied. De mijnen van de comarca waren zeer belangrijk voor volkeren uit de oudheid. De galerijen van de heuvel van San Francisco, dicht bij El Saltador, en van de Sierra Enmedio betreffen nog resten van galerijen.

### Middeleeuwen
De toren van Huércal-Overa dateert uit de 8e en 14e eeuw en maakte deel uit van het oostelijke defensiesysteem van het Koninkrijk Granada.

### Herovering
Tot het jaar 1488 was de zone van Huércal-Overa nog de grens van het koninkrijk van Granada. Ze werd heroverd door koning Fernando el Católico, commandant van de troepen van de Markies-Hertog van Cádiz, en opgenomen in de stad Lorca totdat ze weer onafhankelijk werd in 1668. Op 3 maart van ditzelfde jaar kreeg de gemeente de categorie stad toegewezen.
www.huercal-overa.es
Abla · Abrucena · Adra · Albánchez · Alboloduy · Albox · Alcolea · Alcóntar · Alcudia de Monteagud · Alhabia · Alhama de Almería · Alicún · Almería · Almócita · Alsodux · Antas · Arboleas · Armuña de Almanzora · Bacares · Balanegra · Bayárcal · Bayarque · Bédar · Beires · Benahadux · Benitagla · Benizalón · Bentarique · Berja · Canjáyar · Cantoria · Carboneras · Castro de Filabres · Chercos · Chirivel · Cóbdar · Cuevas del Almanzora · Dalías · El Ejido · Enix · Felix · Fines · Fiñana · Fondón · Gádor · Los Gallardos · Garrucha · Gérgal · Huécija · Huércal de Almería · Huércal-Overa · Illar · Instinción · Laroya · Láujar de Andarax · Líjar · Lubrín · Lucainena de las Torres · Lúcar · Macael · María · Mojácar · La Mojonera · Nacimiento · Níjar · Ohanes · Olula de Castro · Olula del Río · Oria · Padules · Partaloa · Paterna del Río · Pechina · Pulpí · Purchena · Rágol · Rioja · Roquetas de Mar · Santa Cruz de Marchena · Santa Fe de Mondújar · Senés · Serón · Sierro · Somontín · Sorbas · Suflí · Tabernas · Taberno · Tahal · Terque · Tíjola · Las Tres Villas · Turre · Turrillas · Uleila del Campo · Urrácal · Velefique · Vélez-Blanco · Vélez-Rubio · Vera · Viator · Vícar · Zurgena